# ア・ドナ・ド・ペダソ
『ア・ドナ・ド・ペダソ』（ポルトガル語: A Dona do Pedaço）は、ブラジルのテレビドラマ。ヘジ・グローボで2019年5月20日から11月22日まで放送された。

## 登場人物
マリア・ダ・パス・ソブラル・ラミレス
演：ジュリアナ・パエス
アマデウ・ダ・ペーニャ・マテウス
演：マルコス・パルメイラ
ジョシアン「ジョー」ソブラル・ラミレス・マテウス
演：アガサ・モレイラ
バージニア・ソブラル・ラミレス / バージニア・ゲデス「ビビ」
演：パオラ・オリベイラ
ファビアナ・ソブラル・ラミレス / ファビアナ・ド・ロサリオ
演：ナタリア・ディル
リカルド・マーティンズ・ラミレス「チクレテ」
演：セルジオ・ギゼ
ロック・ソウザ・マコンド
演：カイオ・カストロ
レジス・マントヴァニ
演：レイナルド・ジャネッキーニ